# Haukadalur

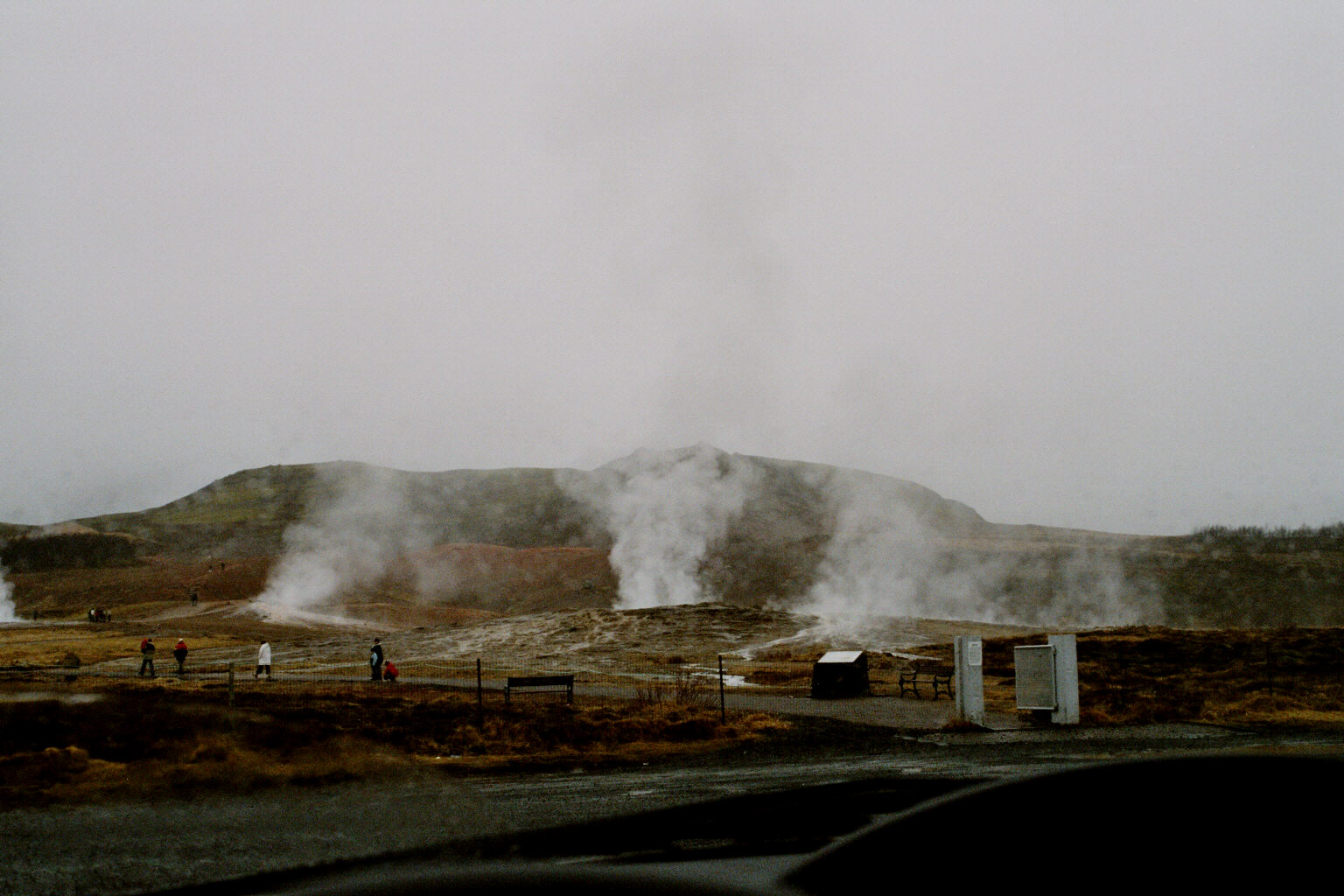
Haukadalur, Islanda

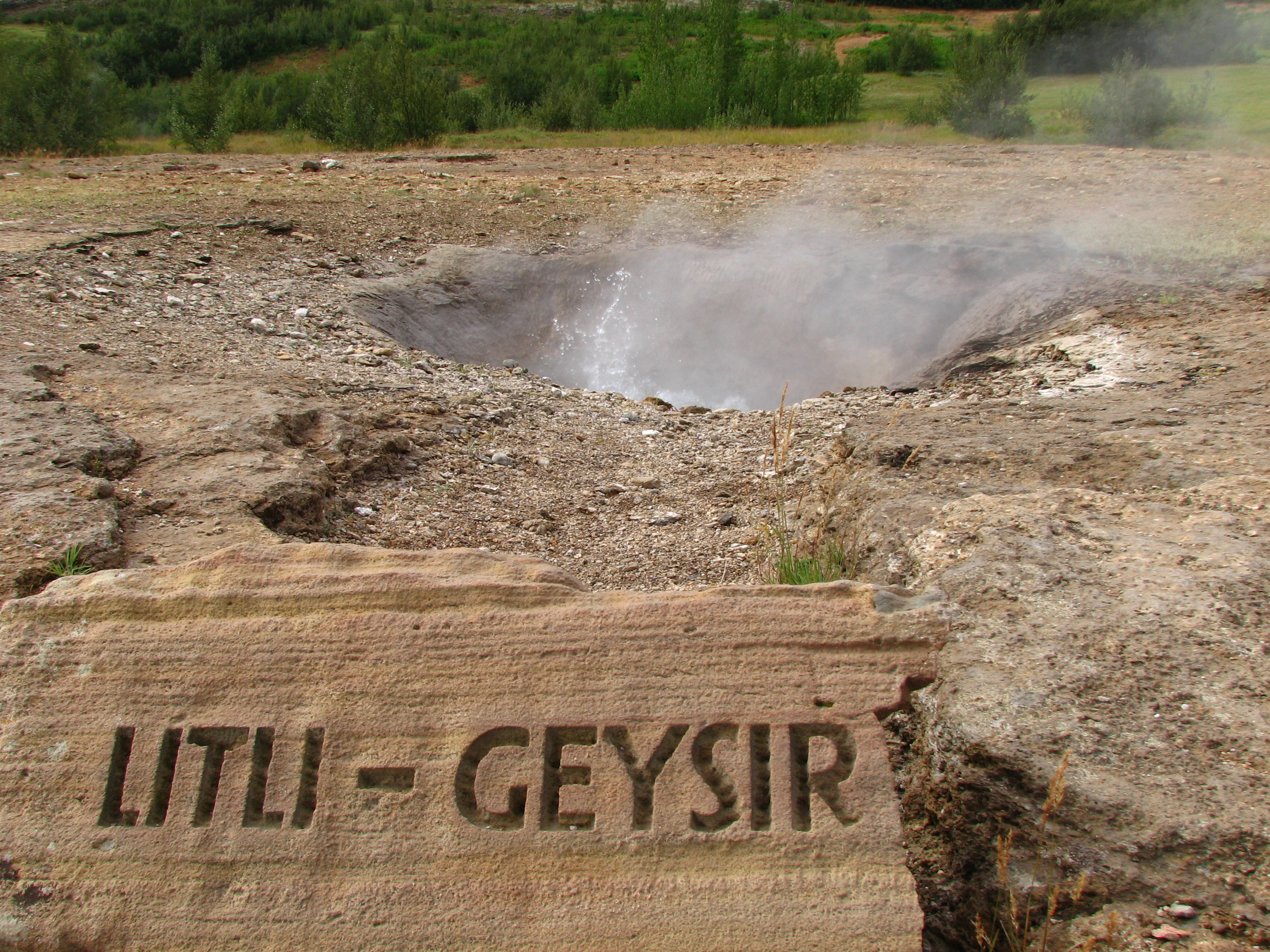
Litli Geysir, Haukadalur, Islanda

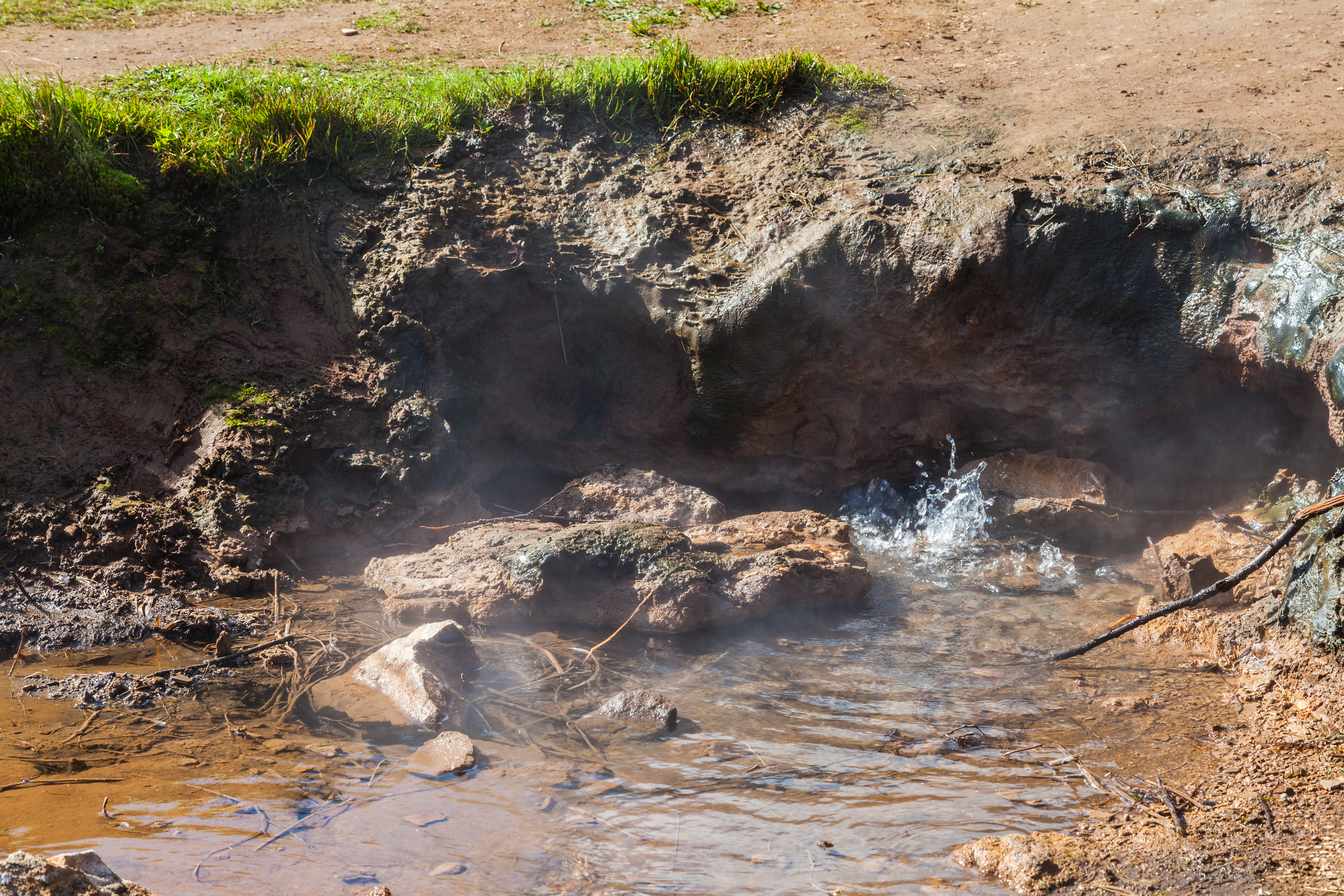
Area geotermica di Geysir

Haukadalur è il nome condiviso da tre vallate in Islanda.

## Haukadalur, Circolo d'oro
Questa valle è situata nel Nord del Laugarvatn, nell'Islanda meridionale alle coordinate 64°18′40″N 20°17′02″W.
Qui sono presenti molti geyser, la più famosa attrattiva dell'isola. I più grandi geyser di Haukadalur sono Strokkur e Geysir; quest'ultimo dà il nome alla caratteristica naturale stessa. Strokkur è molto variabile ed erutta ogni 5 o 10 minuti, mentre il più grande Geysir erutta solamente 4 o 5 volte al giorno. Ci sono anche molte piccole sorgenti di acqua calda nelle vicinanze.
La cascata Gullfoss è situata a circa 10 km verso Nord in direzione degli altopiani d'Islanda e all'inizio della strada Kjalvegur. Così come Þingvellir, anche Haukadalur fa parte del Cerchio d'Oro.

## Haukadalur, Snæfellsnes
Un'altra valle denominata Haukadalur è situata nella regione Nord-occidentale di Snæfellsnes. In particolare, la valle è a Sud del villaggio Búðardalur alle coordinate 65°02′19″N 21°45′24″W. È stato il primo luogo di residenza di Erik il Rosso (isl. Eiríkur Rauði) che scoprì la Groenlandia.

## Haukadalur, Vestfirðir
Una terza valle con questo nome si trova vicino Þingeyri, nella regione dei fiordi occidentali (Vestfirðir) alle coordinate 65°52′08″N 23°29′48″W.